# Place de la Commanderie (Nancy)
Pour les articles homonymes, voir Place de la Commanderie.
La place de la Commanderie est une place de la commune de Nancy, dans le département de Meurthe-et-Moselle, en région Lorraine.

## Situation et accès
La place est située au sein de l'ouest nancéien, à proximité de la tour éponyme et est formé par l'intersection des rues du Faubourg Saint-Jean, de la Commanderie, Kléber, de Villers, de Laxou et de Saint-Lambert. Elle se situe à une altitude de 217 m. Elle demeure un important lieu de passage pour les voitures du fait de sa proximité avec le centre-ville nancéien. C'est aussi un lieu de passage de nombreuses lignes de bus : le 11, le 14EX, le 16, le T2 et le T3.

## Origine du nom
Elle porte ce nom pour conserver le souvenir de l'ancienne maison des Templiers, puis des Hospitaliers de l'ordre de Saint-Jean de Jérusalem, la Commanderie Saint-Jean de Jérusalem ou commanderie de Virlay ou commanderie du Vieil-Aître, qui datait du XIIe siècle.

## Historique
Cette place a été créée officiellement le 20 avril 1893.

## Bâtiments remarquables et lieux de mémoire
La place de la Commanderie comporte une magnifique tour vestige d'une commanderie qui y fut édifiée au XIIe siècle.

## Économie
La place comporte désormais plusieurs commerces telle qu'une boulangerie, une pharmacie, une poste, un Carrefour Express, un salon de thé ainsi un salon de tatouage.